# Норо, Жонаташ
Жонаташ Шавьер Замит Оливейра Норо (порт. Jónatas Xavier Zamith Oliveira Noro, род. 9 июля 2005, Риу-Майор) — португальский футболист, защитник клуба «Брага».

## Клубная карьера
Норо — воспитанник клубов «Рио Майор» и «Брага». В 2024 году игрок дебютировал за дублирующий состав последних. 19 октября 2024 года в поединке Кубка Португалии против «1 декабря» Жонаташ дебютировал за основной состав. 26 января 2025 года в матче против «Боавишты» он дебютировал в Сангриш лиге.